# Cerastium soratense
Cerastium soratense är en nejlikväxtart som beskrevs av Paul Rohrbach. 
Cerastium soratense ingår i släktet arvar och familjen nejlikväxter. Inga underarter finns listade i Catalogue of Life.